# Campeonato Carioca de Futebol de 1917
O Campeonato Carioca de Futebol de 1917 foi o 13º campeonato de futebol do Rio de Janeiro. A competição foi a primeira organizada pela Liga Metropolitana de Desportos Terrestres (LMDT). O Fluminense somou mais pontos e sagrou-se campeão ao vencer o Andarahy, na casa do adversário, por 7 a 2. O America foi o vice-campeão e recebeu a Taça Gargeol.

## Primeira divisão

### Clubes participantes
Esses foram os clubes participantes:
- América Football Club, do bairro da Tijuca, Rio de Janeiro
- Andarahy Athletico Club, do bairro de Vila Isabel, Rio de Janeiro
- Bangu Athletic Club, do bairro de Bangu, Rio de Janeiro
- Botafogo Football Club, do bairro de Botafogo, Rio de Janeiro
- Carioca Football Club, do bairro do Jardim Botânico, Rio de Janeiro
- Club de Regatas do Flamengo, do bairro do Flamengo, Rio de Janeiro
- Fluminense Football Club, do bairro das Laranjeiras, Rio de Janeiro
- Sport Club Mangueira, do bairro da Tijuca, Rio de Janeiro
- São Christóvão Athletico Club, do bairro de São Cristóvão, Rio de Janeiro
- Villa Isabel Futebol Clube, do bairro de Vila Isabel, Rio de Janeiro

### Classificação final
| Classificação | Classificação  | Classificação | Classificação | Classificação | Classificação | Classificação | Classificação | Classificação | Classificação |
| Pos           | Time           | PG            | J             | V             | E             | D             | GP            | GS            | SG            |
| ------------- | -------------- | ------------- | ------------- | ------------- | ------------- | ------------- | ------------- | ------------- | ------------- |
| 1             | Fluminense     | 30            | 18            | 14            | 2             | 2             | 58            | 21            | +37           |
| 2             | America        | 28            | 18            | 13            | 2             | 3             | 52            | 23            | +29           |
| 3             | Flamengo       | 26            | 18            | 12            | 2             | 4             | 44            | 25            | +19           |
| 4             | São Christóvão | 25            | 18            | 12            | 1             | 5             | 58            | 37            | +21           |
| 5             | Botafogo       | 22            | 18            | 11            | 0             | 7             | 56            | 48            | +8            |
| 6             | Andarahy       | 19            | 18            | 8             | 3             | 7             | 36            | 32            | +4            |
| 7             | Bangu          | 11            | 18            | 5             | 1             | 12            | 27            | 54            | -27           |
| 8             | Mangueira      | 8             | 18            | 2             | 4             | 12            | 14            | 42            | -28           |
| 9             | Carioca        | 7             | 18            | 2             | 3             | 13            | 25            | 55            | -30           |
| 10            | Villa Isabel   | 4             | 18            | 1             | 2             | 15            | 21            | 54            | -33           |

### Partidas
Essas foram as partidas realizadas:
| 20 de maio | São Christóvão | 7 – 1 | Carioca | Rua Figueira de Mello, Rio de Janeiro |
|            |                |       |         |                                       |

### Premiação
| Campeonato Carioca de 1917     |
| Rio de Janeiro                 |
| ------------------------------ |
| FLUMINENSE Campeão (6º título) |

### Prova eliminatória
A prova eliminatória foi a disputa entre o último colocado da 1ª divisão (Villa Isabel) e o primeiro colocado da 2ª divisão (Cattete) para determinar o clube que disputaria o campeonato do ano seguinte:
| 24 de fevereiro de 1918 | Villa Isabel                            | 5 – 0 | Cattete | Rua General Severiano, Rio de Janeiro |
|                         | Brandão · Cecy · Othon · Cecy · Brandão |       |         | Árbitro: Rubens Portocarrero          |